# Amén

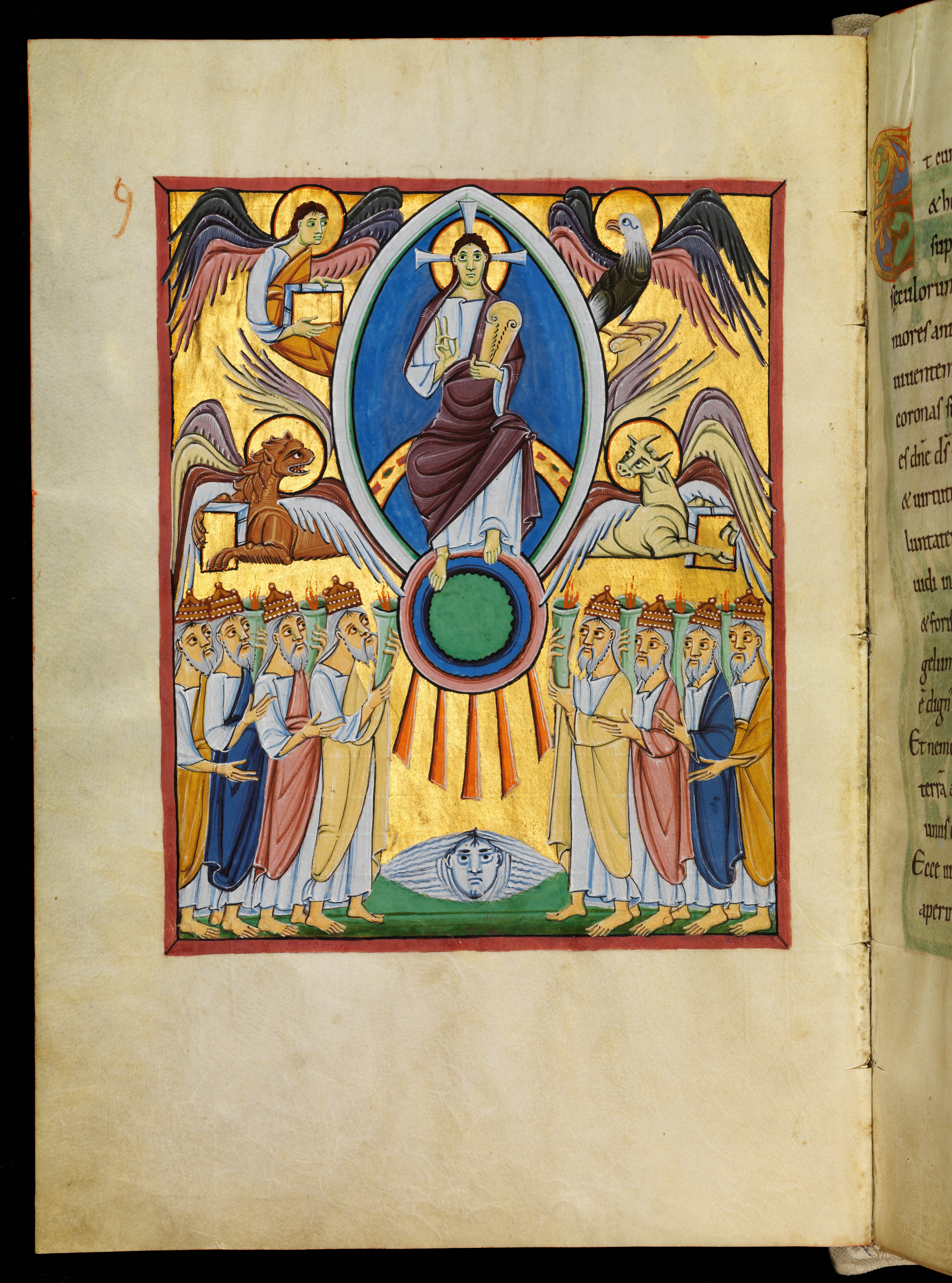
Adoració davant el tron de Déu, miniatura de l'Apocalipsi de Bamberg, obra encarregada per Otó III del Sacre Imperi (any 1000). La imatge fa referència al passatge de l'Apocalipsi: Aleshores els vint-i-quatre ancians amb els quatre vivents es van prosternar i adoraven Déu, que seu al tron, dient: Amén! Al·leluia! (Ap. 19:4)

Amén (en hebreu אמן, amen; en àrab آمين, āmīn) és una paraula semítica que sol traduir-se per 'així sigui', 'això és veritat' o 'això és desitjable'. Emprada en el judaisme, posteriorment va ser adoptada pel cristianisme i l'islam. És una de les aclamacions litúrgiques cristianes més freqüents, i es fa servir generalment com a fórmula per concloure les oracions.
El terme 'amén' és símbol de confirmació i d'afirmació. El significat real de la paraula és 'en veritat', 'certament' o 'que consti'. Popularment se li ha donat el significat de 'així sigui', 'paraula de Déu' o simplement 'sí'. En efecte, l'arrel d'aquest adverbi implica fermesa, solidesa, seguretat, i en hebreu és la mateixa que es fa servir per al vocable 'fe'.
Dir 'amén' és proclamar que es té per cert el que s'acaba de dir, amb vista a ratificar una proposició o unir-se a una pregària; per això, expressat en forma conjunta o grupal en l'àmbit d'un ofici religiós significa 'estar d'acord' amb el qual s'expressa en tal ocasió.
El terme 'amén' és molt utilitzat en la Bíblia, i pot trobar-se al principi o al final d'una frase.
En contrast amb el seu ús litúrgic com una reafirmació al final de l'oració, els Evangelis mostren Jesucrist iniciant alguns dels seus discursos amb un doble 'Amén, amén', traduït en general com 'en veritat, en veritat' o 'de cert, de cert' o, simplement, 'us ho ben asseguro' (per exemple: Joan 14:12). En el llibre de l'Apocalipsi, el Crist és anomenat 'l'Amén' (Apocalipsi 3:14).